# Holmgrenanthe
Holmgrenanthe es un género con una especie, Holmgrenanthe petrophila, de plantas de flores perteneciente a la familia Scrophulariaceae. 
- Datos: Q10297908
- Multimedia: Holmgrenanthe / Q10297908
- Especies: Holmgrenanthe